# Otto Prazeres
Otto Prazeres (1887 — ?) foi um jornalista e político brasileiro.
Foi secretário interino da Presidência da República no governo de Getúlio Vargas, de 17 de maio de 1935 a 15 de junho de 1936.